# ماندروسوهاسینا
ماندروسوهاسینا (به لاتین: Mandrosohasina) یک منطقهٔ مسکونی در ماداگاسکار است که در ناحیه آنتسیرابه دو واقع شده‌است. ماندروسوهاسینا ۲۰٬۰۰۰ نفر جمعیت دارد و ۱٬۶۶۲ متر بالاتر از سطح دریا واقع شده‌است.